# Viktor av Hohenlohe-Langenburg
Viktor Ferdinand Franz Eugen Gustaf Adolf Constantin Friedrich av Hohenlohe-Langenburg, också känd som greve Gleichen, född 11 december 1833, död 31 december 1891, var en tyskfödd amiral i den brittiska marinen och skulptör.

## Biografi
Viktor av Hohenlohe-Langenburg föddes i Langenburg i Württemberg som fjärde barn och tredje son till furst Ernst Christian Karl av Hohenlohe-Langenburg och prinsessan Feodora av Leiningen.  Hans mor var drottning Viktorias halvsyster (de var båda döttrar till Viktoria av Sachsen-Coburg-Saalfeld i hennes första och andra gifte med Emich Carl av Leiningen och Edward Augustus, hertig av Kent), därför hade hans familj nära relationer med den brittiska kungafamiljen. 
Han blev skulptör efter att han dragit sig tillbaka från marinen.  Exempel på hans arbeten är en staty av Alfred den store på torget i Wantage, och en byst av Mary Seacole. 
Han gifte sig morganatiskt 1861 i London med lady Laura Wilhelmina Seymour, senare grevinna Gleichen (1833-1912). Han blev far till lord Edward Gleichen.

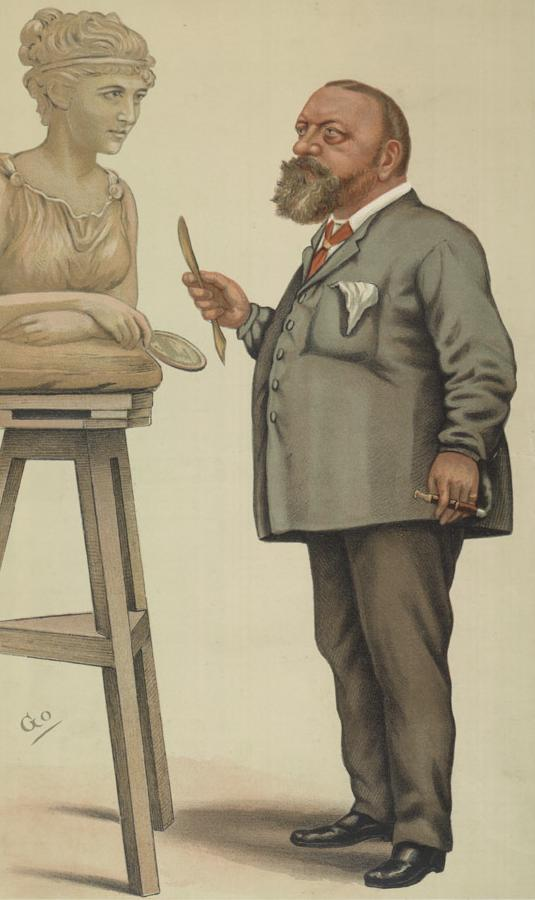
Karikatyr av greve Gleichen 1884.